# Záhrada (chráněný areál)
Záhrada je chráněný areál v katastrálním území obce Závada v okrese Topoľčany v Nitranském kraji na Slovensku. Území bylo vyhlášeno v roce 2010 a jeho rozloha je 20,03 hektaru. Předmětem ochrany je biotop s výskytem jalovce obecného (Juniperus communis).